# Singulariteitstheorie
In de wiskunde bestudeert de singulariteitstheorie ruimten die bijna variëteiten zijn, maar toch niet helemaal. Een snaar kan dienen als voorbeeld van een eendimensionale vorm, als men de dikte verwaarloost. Men kan een singulariteit maken door de snaar op te ballen, op de grond te laten vallen en plat te maken. Op sommige plaatsen zal de platte snaar zichzelf kruisen in een benaderende "X"-vorm. De punten op de vloer waar dit gebeurt zijn één soort singulariteit, het dubbele punt: één stukje van de vloer komt overeen met meer dan één stukje touw. Misschien raakt de snaar zichzelf ook zonder te kruisen, als een onderstreepte "U". Dit is een ander soort singulariteit. In tegenstelling tot het dubbele punt is het niet stabiel, in de zin dat een klein duwtje de onderkant van de "U" weg zal halen van de "onderstreping".

## Topologische betekenis
In de betekenis die René Thom eraan geeft, bestaat de singulariteitstheorie uit het bestuderen van objecten en families van objecten op basis van hun mate van generiekheid.
In een familie van objecten kan het object toestandsveranderingen ondergaan, wat een splitsing wordt genoemd.
Een eenvoudig voorbeeld wordt gegeven door de niveauverzamelingen van de functie:
{\displaystyle (x,y)\mapsto x^{2}+y^{2}}
De contourlijn voor een positieve waarde is een cirkel. De waarde 0 is enkelvoudig en voor negatieve waarden is de curve leeg. Deze splitsing is generiek in die zin dat elke verstoring van de functie in een buurt van de oorsprong een familie van curven met hetzelfde gedrag zal opleveren.
Als we bijvoorbeeld rekening houden met de vervorming
{\displaystyle (x,y)\mapsto x^{2}+y^{2}+tx^{3}}
dan zijn voor voldoende kleine waarden van t en in de buurt van de oorsprong de contourlijnen van de verstoorde functie ovaal, puntig of leeg. Vanuit dit gezichtspunt moderniseert de theorie van singulariteiten alleen het concept van generiekheid van uit de algebraïsche meetkunde.
Aanvankelijk werd de singulariteitstheorie opgevat als een kwalitatieve theorie van functies of hyperoppervlakken. Onder leiding van Vladimir Arnold is de singulariteitstheorie vele takken van de wiskunde en de wiskundige natuurkunde binnengedrongen. Bovenal is het een manier van denken over problemen.